# يوسف سلمان يوسف
يوسف سلمان يوسف (19 يوليو 1901 - 14 فبراير 1949)، المعروف باسمه الحركي الرفيق فهد، كان أحد أوائل الناشطين الشيوعيين العراقيين وأول أمين عام للحزب الشيوعي العراقي من عام 1941 حتى وفاته على المشنقة عام 1949. يُنسب إليه عمومًا دور حيوي في النمو التنظيمي السريع للحزب في الأربعينيات. أدار الحزب من السجن خلال العامين الأخيرين من حياته. أصبح بإعدامه أول سياسي يعدم في العراق.

## حياته

### نشأته
ولد يوسف في قرية برطلة في محافظة نينوى عام 1901 لعائلة مسيحية سريانية. وعند بلوغه السابعة انتقلت عائلته طلبا للعمل إلى البصرة وأدخل مدرسة السريان الابتدائية وبعد تخرجه منها دخل مدرسة (الرجاء العالي) الإمريكية. وبعد سنتين اضطر إلى ترك الدراسة بسبب الأوضاع الاقتصادية للعائلة، وفي عام 1916 اضطر للعمل في معمل صغير للثلج يعود لأخيه في الناصرية. وعاد ثانية إلى البصرة ليعمل كاتبا في إدارة توزيع الكهرباء في الميناء، وتعرّف على أحوال العمال وظروفهم في مشروع كبير، ويروي شقيقه «داود سلمان يوسف»
أحد قادة الإضراب الذي أعلنه عمال المسفن «الدوكيارد» في البصرة صيف 1918 في حديثه ل عزيز سباهي وكان الاثنان معتقلين في معتقل أبو غريب عام 1949،  أن فهد وكان وقتذاك شابا يافعا قام بصياغة وكتابة العريضة التي قدمها العمال لأدارة المسفن.
ثم انتقل للناصرية واشتغل عاملا في معمل الثلج والطحين العائد لأخيه، وفتح مكتبة في الناصرية لبيع الكتب والصحف.

### انتماؤه للشيوعية
مطلع العشرينيات انتمى فهد إلى أول حزب وطني شعبي أسس في العراق (الحزب الوطني العراقي)
وأصبح مساعد رئيس فرع هذا الحزب في الناصرية (مدينة). فكان وهو يمزج النضال الوطني بالنضال الطبقي يحس بعدم فاعلية أساليب النضال السائدة آنذاك فانكب على مطالعة الكتب المتوفرة مثل (البيان الشيوعي، مالعمل، الدولة والثورة) ومراسلة الصحف البغدادية (الشباب 1929-وكان وكيلها في البصرة ويتولى توزيعها-، البلاد 1929، نداء العمال 1931، الأهالي 1932) حتى تحول إلى الماركسية، وكان يجيد اللغات العربية والسريانية والأنكليزية والروسية، ومعرفته لهذه اللغات مكّنته من تتبع الأحداث الدولية عبر الصحافة الأجنبية.
آمن فهد بالنظرية الماركسية فوجد فيها السلاح لمقاومة الظلم والاستغلال وتحقيق العدالة الاجتماعية.
وفي غمرة كفاحه الوطني التقى بأمثاله من روّاد الحركة الشيوعية في العراق وأسّس أولى الخلايا الشيوعية في البصرة والناصرية عام 1929 بين صفوف العمال والفلاحين وكانت أولى الخلايا الماركسية التي تربط النظرية بالعمل وتساند الحزب الوطني العراقي الذي كان يترأّسه "(محمد جعفر أبو التمن)
وتجد فيه المجال العلني لنشاطها.
ومن أجل تطوير معارفه عن البلدان العربية قام بجولة في عدّة أقطار عربية (الكويت. سوريا ولبنان، فلسطين وشرق الأردن) عام 1930 ونشر مقالاته عنها في جريدة ـ البلاد ـ وكان وقتها يرغب بالسفر إلى الاتحاد السوفيتي حيث حاول الاتصال بالحزب الشيوعي الفلسطيني خلال زيارته لفلسطين لكنه لم ينجح. هذا مع العلم أنه سبق وأن حاول السفر إلى الاتحاد السوفيتي في عام 1929 حيث سافر إلى إيران واتصل بالقنصلية السوفيتية في شيراز من أجل السماح له بالسفر لكنه لم يتمكن لعدم حصوله على تزكية.
بعد إعلان المعاهدة العراقية ـ البريطانية الرابعة والتي وُقِّعَت في 30 حزيران 1930 وعرفت بمعاهدة 1930،  تزايدت النشاطات الجماهيرية المناهضة للمعاهدة، والمطالبة بالاستقلال، مما دعى فهد للعودة إلى العراق ليكون في قلب الأحداث، حيث شارك في المؤتمر الوطني الذي تم عقده في 5 كانون الثاني 1931،  حسب ما ذكره شقيقه داود لعزيز سباهي، حيث سعى لعقده حزبا «الإخاء الوطني» و«الحزب الوطني العراقي» وقد شارك في هذا المؤتمر ممثلون عن العشائر وعدد من الشخصيات البارزة، إضافة إلى ممثلي الحزبين وشخصيات غير حزبية، وأسفر عن توقيع مذكرة تطالب بتعديل المعاهدة وإسقاط الوزارة وحل المجلس النيابي.
قاد فهد الإضراب العام في الناصرية عام 1931 والذي قُتل فيه حسن عياش صديق ورفيق فهد. في مساء 13 كانون الأول عام 1932 أصدر فهد أول بيان يحمل شعار المطرقة والمنجل، ويا عمال العالم اتحدوا، ويعيش اتحاد جمهوريات عمال وفلاحي البلاد العربية، ووقعها بأسم «عامل شيوعي» وتم تعليق البيان في 18 مكانا في الناصرية.
عندها ضجت الدوائر الحكومية من نشاطه فاشتكوه إلى زعيم الحزب الوطني «أبو التمن» بأن مساعد رئيس فرع الحزب في الناصرية (هدام (فأجابهم أبو التمن:
(بل إنه بناء يحاول أن يبني مع الفلاحين والضعفاء حياة سعيدة للناس وأنني أعضده بما أملك من طاقة).
في 20 شباط 1933 اعتقل فهد في الناصرية وكان أول عراقي يدافع عن الشيوعية ويعترف بأنه شيوعي أمام المحاكم حيث أعلن بكل ثبات "
أنا شيوعي وهذا معتقدي
وأُطلق سراحه بتدخل من أبو التمن.
كان فهد دائم الاتصال بمنظمي الحلقات الماركسية في بغداد والمدن الأخرى.ونشط كثيرا في تعريف شيوعيي بغداد وتوثيق روابطهم بشيوعيي الناصرية والبصرة والديوانية والعمارة والنجف

### تأسيس الحزب والسفر إلى الاتحاد السوفيتي
أسس الحزب الشيوعي العراقي بتوحيد جميع تلك الحلقات في تنظيم مركزي، في 31 – آذار - 1934
وانتخب عضوا في اللجنة المركزية للحزب.
في كانون الأول 1934 أرسله الحزب إلى موسكو للدراسة وهناك التقى برفيقة حياته وتزوج وأثمر هذا الزواج عن بنت اسمها «سوزان». زوجته كانت شيوعية وظلت حتى آخر حياتها تنتخب عضوة في المجلس الشعبي لمنطقتها. وابنته سوزان زارت العراق «الناصرية» مرة واحدة في السبعينات.
شارك فهد في المؤتمر السابع للكومنترن «الأحزاب الشيوعية» الذي انعقد بين تموز وآب 1935 بصفة مراقب
وشارك أيضا في مؤتمر الاتحاد العالمي للنقابات العمالية الذي انعقد في موسكو عام 1935 .
وأنهى دراسته في مدرسة «كادحي الشرق» بتفوق حيث أنهاها بسنتين بدلا من ثلاث سنوات.
سافر بعدها إلى فرنسا وبلجيكا للتدريب على النضال الثوري الشيوعي بين صفوف عمال المناجم،
وكان يدعى هناك باسم " فردريك
.وعند نشوب الحرب الأهلية الأسبانية أبدى رغبته في التطوع في الفيلق الأممي لإسناد الجمهورية الإسبانية لكن طلبه رفض للحاجة له في مهمة إعادة بناء الحزب في العراق.

### العودة للعراق ومصاعب واجهت الحزب
في 30 كانون الثاني 1938 عاد فهد إلى العراق، بعد غياب ثلاث سنوات بين الدراسة في موسكو ومن جولته في بعض المدن الأوربية، فوجد الحزب قد تعرض لضربة قوية من قبل السلطات الحكومية، حيث نجحت السلطات في اعتقال قادة الحزب ومعظم كوادره، وانسحاب البعض من الحزب وظن مناهضو الشيوعية، أنه تم القضاء على الشيوعية في العراق، وأن الحزب الشيوعي لن تقوم له قائمة في العراق
و كما قال الباحث الكبير حنا بطاطو، إن الميل للشيوعية
(بدا ميلا لا مرد له، فما أن يقطع في مكان ما، حتى ينبع فجأة في مكان آخر).
وأمضى فهد الأشهر الستة من عودته متنقلا في البلاد بغية التعرف بنفسه على الأوضاع الأجتماعية والسياسية ودراستها والتعرف بنفسه على وضع الحركة الوطنية، وظل يتنقل بين البصرة والناصرية وبغداد، ويلتقي بمن سلم من الشيوعيين القدامى من اعتقال الشرطة، واستخدم خلال هذه الفترة اسم (سعيد)، 
فوجد الحزب الوليد مهشما، مبتليا بالفوضى التنظيمية، يسوده عدم الانضباط الحزبي، فاهتم بإعادة بنائه مجددا وفق الأسس اللينينية التي تعلّمها والخبرة التي اكتسبها، واستطاع أن يبني حزبا شيوعيا لا يعرف المهادنة ولا المساومة.
وفي عام 1939 خرج الحزب للجماهير ثانية كمنظمة سياسية للطبقة العاملة العراقية وأصدر في تشرين الأول 1939 منشورا للشعب محددا فيه مطاليب الشعب ومن بينها حقه في تأليف النقابات العمالية والأحزاب السياسية، ثم أصدر جريدة الحزب «الشرارة» في كانون الأول عام 1940.

### نضاله
تشكّلت لجنة مركزية للحزب في كانون الثاني 1941 من: (يوسف سلمان، عبد الله مسعود القريني، وديع طليا، جورج يوسف، نعيم طويق، حسين طه)
وبعد مرور تسعة أشهر، في تشرين الثاني 1941 تشكّلت لجنة مركزية جديدة ضمت:(يوسف سلمان، عبد الله مسعود القريني، صفاء الدين مصطفى، حسين محمد الشبيبي، وديع طليا، نعيم طويق، داود الصائغ، ذو النون أيوب، أمينة الرحال، زكي بسيم)
وانتخبت اللجنة المركزية فهد سكرتيرا عاما لها.
وفي مطلع عام 1942 كان الحزب بقيادة فهد وراء تقديم عدد من الشباب الديمقراطي طلبا لتأسيس حزب (الوحدة الوطنية الديمقراطي) وقد نشر برنامجه في جريدة الشرارة في شباط 1942،  ولكن الحكومة لم توافق على إجازته.
وفي الأسبوع الأول من تشرين الثاني عام 1942 سافر إلى موسكو للمشاركة في اجتماع ممثلي الأحزاب الشيوعية وأثناء غيابه حصل انشقاق في الحزب واستولى المنشقون على مطبعة الحزب وجريدته. فأصدر الحزب في شباط 1943 جريدة ـ القاعدة ـ وأسموها بالقاعدة تثمينا لدور قاعدة الحزب في إنقاذ حزبها والمحافظة عليه وأن القاعدة هي التي تشكل قلب الحزب وجوهره.
في منتصف نيسان 1943 عاد فهد للعراق، واتجه بقوة نحو تعزيز قاعدة الحزب العمالية والعناية بوجه خاص بالكادر العمالي الذي أثبت تمسّكه بخط الحزب، وشن حملة على الانتهازية من على صفحات جريدة القاعدة كاشفا عن جذرها الطبقي والعوامل التي تدفعها إلى التحرك ضد الحزب
في آذار عام 1944 عقد الحزب كونفرنسه (المجلس الحزبي العام) الأول في بيت العامل النقابي علي شكر الواقع في منطقة الشيخ عمر في بغداد، والذي حضره «18 رفيقا» ويشكّلون أعضاء اللجنة المركزية ومندوبي لجان الفروع واللجان الحزبية، وقدّم فهد فيه التقرير السياسي الذي حلل فيه بشكل بارع الوضع الاجتماعي والاقتصادي والسياسي في العراق لتلك الفترة فضلا عن الوضع العالمي وقدم كذلك «الميثاق الوطني» الذي شخص فيه الأهداف الوطنية لشعبنا والتي ما زالت تحتفظ بحيويتها حتى الآن، على سبيل المثال:
1ـ نناضل من أجل سيادتنا الوطنية (استقلال حقيقي للبلاد)
2ـ نناضل لإيجاد حكومة تعمل لمصلحة الشعب، ونظام ديمقراطي
في آذار عام 1945 عقد المؤتمر الوطني الأول في إحدى بيوت أصدقاء الحزب في منطقة الكرخ في بغداد والذي حضره «27 رفيق» والذي تم فيه تقديم التقرير التنظيمي والنظام الداخلي للحزب وقد وضع فهد فيه كل خبرته وما درسه وتعلمه، إضافة إلى ترسيخه تقاليد وقيم ثورية متينة، جعلت الحزب قلعة حصينة مكنته من الصمود أمام أقسى ما عرفه العراق من وحشية وأعمال تصفية جسدية وعمّقت جذوره في ضمير الشعب العراقي
وانتخب المؤتمر لجنة مركزية، والتي انتخبت فهد سكرتيرا عاما للحزب والمكتب السياسي، وتركّزت أعمال المؤتمر حول التنظيم، وسمي بـ «مؤتمر التنظيم» وعقد المؤتمر تحت شعار «قوّوا تنظيم حزبكم، قوّوا تنظيم الحركة الوطنية»، 
وكذلك ناقش المؤتمر التقرير السياسي الذي أعدّه فهد بعنوان «حول الوضع العالمي والداخلي»
في عام 1945 وبفضل الجهود الكبيرة التي بذلها الحزب بقيادة فهد تم تأسيس عصبة مكافحة الصهيونية التي قدمت طلبها للإجازة في 12 أيلول 1945،  وتميّزت بدور هام في النشاط السياسي العراقي آنذاك وإصدار جريدتها «العصبة»
وكتب فهد معظم افتتاحيات جريدة العصبة.
قاد فهد مباشرة أول معركة لجماهير الشعب في بغداد حيث اندلعت في 28 حزيران 1946 مظاهرة صاخبة، شارك فيها حوالي «3000 متظاهر» دشّن من خلالها المناضلون الأوائل خوض المعارك الجسورة دفاعا عن الحريات الديمقراطية في العراق واحتجاجا على الأعمال الإجرامية في فلسطين وتأييد شعب مصر من أجل الجلاء.
وتصدّت لها شرطة العهد الملكي بالهراوات والسلاح واستشهد فيها خمسة متظاهرين كان أحدهم عضوا في الحزب هو الشهيد شاؤول طويق.
وتحت تأثير النهوض الثوري العالمي بالانتصار على الفاشية عمّت العراق موجة من النهوض الثوري، عمل الحزب بقيادة فهد على توجيهها نحو أهداف الشعب في التحرر والديمقراطية وشجّع الأحزاب الوطنية على النشاط الشرعي واستثمر جميع الإمكانيات السرية والعلنية لنشر الوعي والتثقيف بأهم القضايا الوطنية
حوّل فهد الحزب بين 1941ـ 1947 إلى قوة سياسية متماسكة وفعالة وبنى له قاعدة جماهيرية، وأصبح حزبا يتصدّر نضالات الشعب
وكانت جريدة القاعدة تطبع " 3000 " نسخة،
وكتب بهجت العطية مدير الأمن العام آنذاك تقريرا في نيسان 1949 أشار فيه إلى أن: (العقائد الشيوعية انتشرت انتشارا واسعا في المدن الكبيرة، إلى درجة أن الحزب اجتذب إليه في أيامه الأخيرة ما يقرب من 50% من شباب الطبقات كافة، ووجدت الشيوعية طريقها كذلك إلى السجون التي أصبحت فترة من الزمن تمثل مؤسسات تعليمية شيوعية)

### اعتقاله
وفي ليلة 18-1-1947 تم اعتقاله ورفيقه زكي بسيم الملقب بحازم) وعزيز عبد الهادي، في بيت إبراهيم ناجي شميل الواقع في محلة الصالحية في منطقة الكرخ في بغداد، والذي كان على بعد رمية حجر من مقر الإقامة الخاص بوزير الداخلية
وكان على موعد للاجتماع بالشخصية الوطنية سعد صالح زعيم حزب الأحرار، وكان فهد قد اضطر في تلك الأيام إلى أن يتخلّى عن تشدده المعتاد في التحرك السري والتردد على بيوت عديدة، وذلك من أجل تدارك الأوضاع التي تعرّضت لها الحركة الوطنية
،  لأن الخلافات الحادة التي نشبت بين القوى الوطنية والحاجة إلى رأب الصدع بين هذه القوى وفضح ما يبيته الحكم قد تطلبت نشاطا مكثفا من جانب الحزب الشيوعي وقائده بالذات.
أخذ فهد ورفاقه أولا إلى المقر الرئيسي لمديرية الاستخبارات في مركز بغداد، وبعد فشل سلسلة من التحقيقات،
،  عمدت إلى نقلهم إلى سجن أبي غريب العسكري، وكان اعتقال فهد نكبة وطنية حقيقية تركت آثارها ليس على الحزب الشيوعي العراقي فقط بل وعلى عموم الحركة الوطنية .
وتمّت محاكمته في آيار 1947 مع (35) من رفاقه
كانت محاكمته ملحمة رائعة للدفاع عن الشيوعية وعن الشيوعيين العراقيين واستطاع فهد بدفاعه المتين عن الشيوعية والحزب الشيوعي العراقي أن يجعل الخصم في موقع الاتهام
ونشرت الصحف فقرات من دفاعه، وتلقّفتها الجماهير، فمثلا بيعت جريدة «الرائد» التي نشرت دفاع فهد في المحكمة بـ " 250 " فلسا في وقت كان ثمن النسخة الواحدة من الجريدة آنذاك عشرة فلوس فقط .
وكان دفاع فهد ورفاقه في قاعة المحكمة دفاعا عن الحركة الوطنية وفضحا لخيانة أعداء الشعب. مما دفع الحكومة إلى تحويل المحاكمة إلى جلسات مغلقة
في 24-6-1947 صدر الحكم عليه بالإعدام وبسبب حملات الاحتجاج العالمية اضطرت حكومة صالح جبر إلى إبدال حُكم الإعدام بالسجن المؤبد في 13-7 -1947 وفي اليوم التالي نُقِل إلى سجن بغداد المركزي، وفي ليلة 14-15 آب 1947 نُقِل إلى سجن الكوت، وهناك حَوّل فهد السجن إلى مدرسة أو معهد ثقافي ثوري وكان يقود الحزب وهو في السجن من خلال الرسائل التي كانت تكتب بماء البصل .

## إعدامه
بعد وثبة كانون 1948. وتصاعد التوتر العالمي وفي 6-1-1949 أصبح نوري السعيد المعروف بعدائه للشيوعية
رئيسا للوزراء وأعلنت حالة الطوارئ والاحكام العرفية تحت ذريعة حماية مؤخرة الجيش في فلسطين وأعلن نوري السعيد في البرلمان أن هدف حكومته (أن تصفّي الحساب مع الشيوعيين وتكافح الشيوعية حتى نفسها الأخير في البلاد).
وأعادت حكومة نوري السعيد محاكمة فهد ورفاقه، وحكمت عليه المحكمة بالإعدام وتم تنفيذ حكم الإعدام قبل إعلانه وذلك يوم 14 شباط 1949 حوالي الساعة الرابعة والنصف من فجر ذلك اليوم .
ولقد أشرف السفير البريطاني بنفسه على المحاكمة وعلى تنفيذ الحكم وقال: (سوف لا تقوم قائمة للشيوعيين في العراق لعشر سنوات قادمة ) ولقد ذكر كامل الجادرجي ذلك في مذكّراته. ويقول الجادرجي كذلك في مذكراته:
(كان في حينه قد أخبرني صبيح ممتاز عندما كان يشغل مدير العدلية العامة بأن جمال بابان «وزير العدلية» استدعى ثلاثة حكام ممن حكموا فهد وجماعته بالإعدام ووزع عليهم مبلغ (800) دينار من المخصصات السرية كتشجيع. وقال صبيح في حينه أنه نفسه الذي وزّع المبلغ المذكور بحضور جمال رشيد بابان وأضاف صبيح قائلا: أن جمال تدخل تدخلا فعليا في محكمة التمييز لحمل المحكمة على تصديق الحكم).
وقد كان إعدام فهد ورفاقه «عملاً ظالماً خارجا عن القانون العراقي الذي كان ساري المفعول آنذاك جملة وتفصيلا» كما جاء في مقال للدكتور وليد عبد الخالق إبراهيم في جريدة المؤتمر ليوم 14 أيلول 2001،  مفندا التهم التي بموجبها صدر حكم الإعدام، «فتهمة الإتصال بالأجنبي التي وجّهت إلى فهد ورفاقه كان يمكن أن توجّه إلى كافة أعضاء النظام الملكي آنذاك» وكذلك تهمة «التحريض على قلب الحكومة كان يمكن أن توجه إلى كافة سياسي النظام الملكي، حيث كان يحوك كل منهم الدسائس والمؤامرات للآخر» أما تهمة التظاهر وأعمال الشغب والاضطرابات والتمردات فكان يمكن أن «توجّه إلى أعضاء حزب الاستقلال وبقيّة أحزاب المعارضة وكافة شيوخ العشائر».
ولقد كانت الحكومة الملكية واهمة بأنها عندما قامت بإعدام سكرتير الحزب وعضوَي مكتبه السياسي، واعتقال كوادره، ومصادرة أجهزته الطباعية، وانهيار من كان يتولى المسؤولية الأولى الميدانية في الحزب وتحوله إلى دليل للشرطة الجنائية، وتوجيهها بذلك ضربة شديدة وقاسية للحزب وتنظيماته، فإن الحزب سوف لن تقوم له قائمة، وأن الشيوعية قد ماتت، وعاد الحزب لنشاطه بعد أقل من سنة .
فهد أول عراقي حكم بالإعدام لإنه شيوعي. وعند نقله من سجن الكوت إلى بغداد قبل إعدامه قال لرفاقه:
أيها الرفاق:(قد لا نلتقي بعد، أنتم مسؤولون عن التنظيم وصيانة جوهركم الثوري.(
وعندما فتح باب الزنزانة واقتيد لتنفيذ الحكم قال لرفاقه:
) وداعا أيها الرفاق. صونوا حزبكم). (وداعا يا رفاقي وداعا) وكررها ثلاث مرات .
وعندما سأله الجلادون من تريد رؤيته قبل الموت ؟ طلب رفيقيه زكي بسيم وحسين محمد الشبيبي وأخيه المعتقل داود وإحدى قريباته، وأرسل إلى أمه رسالة شفوية مع أخيه قائلا: (أنك ستذهب إليها، فبلّغها: أن يوسف قد عذّبك كثيرا وأتعبك، إلا أنه لم يكن ثمة طريق آخر سوى هذا الطريق، طريق النضال الوطني في سبيل التحرر من الإستعمار
وقبل اعتلائه المشنقة قال قولته الشهيرة:
(الشيوعية أقوى من الموت وأعلى من أعواد المشانق الشيوعية هي الحياة فكيف يمكنها أن تموت)
وبعد ثورة 14 تموز تم رد الاعتبار لفهد ورفاقه. ففي 24/2/1959 أصدرت حكومة الثورة قرارا باعتبار الأعمال التي حوكموا بسببها هي من أعمال الكفاح الوطني التي تستحق التقدير واعتبارهم «شهداء الشعب»

## عائلته
تزوّج فهد من مناضلة ثورية روسية تدعى أرينا جيورجيفنا تعرّف عليها عندما سافر إلى الاتحاد السوفيتي عام 1942 وأنجب منها بنت أسماها سوزان تقول جيورجيفنا وهي تصف فهد: «تعرفت على فهد على أن اسمه فرانك فريدريك وأن صديقتها المترجمة التي رافقته إلى بيت أرينا للسكن فيه بعد وصوله موسكو قالت لها إنه شاب أفغاني كان يعلمها اللغة الإنكليزية وتوطّدت العلاقة بينهما وتزوجا كانت الأفلام الثورية والفنون الشعبية تستهويه يحادث الناس بالروسية ويداعب الأطفال كان ثوريّا رومانسيّا يحب الموسيقى الكلاسيكية ويحب زيارة المتاحف أخفى عني سفره وعودته على أمل أن يعود ليصطحبني لكني عرفت فيما بعد أنه أُعدم في بلده العراق لإنه رفض أن يتخلّى عن مبادئه الشيوعية»
وقد زارت ابنة فهد (سوزان) الناصرية عام 1970.[بحاجة لمصدر]